# 国立スポーツ科学センター
国立スポーツ科学センター（こくりつスポーツかがくセンター、英称：Japan Institute of Sports Sciences、略称：JISS）は、日本のスポーツの国際競技力向上を目的に、東京都北区西が丘に設置されたスポーツ科学・医学・情報研究推進の中枢機関。

## 概要
独立行政法人日本スポーツ振興センターの組織下におかれ、国が定めた「スポーツ振興基本計画」の政策目標を達成するため、スポーツ競技団体・スポーツ研究機関などと連携して、研究の推進・トップレベルの競技者およびチームの国際競技力向上への支援を行う。
2001年（平成13年）10月に開所し、周辺にはナショナルトレーニングセンター中核拠点、国立西が丘サッカー場（味の素フィールド西が丘）、研究施設、トレーニング施設、サービス施設などが集約されている。
1981年に設立されたオーストラリア国立スポーツ研究所（Australian Institute of Sport、略称：AIS）をモデルにしている。

## 構成・事業
スポーツ科学研究部、スポーツ医学研究部、スポーツ情報研究部、運営部により、
- マルチサポート事業
- トータルスポーツクリニック事業
- スポーツ医・科学研究事業
- スポーツ診療事業
- スポーツ情報サービス事業
- スポーツアカデミー支援事業
- サービス事業

の各事業が実施されている。

## 利用状況
国立スポーツ科学センターは、基本的に公益財団法人日本オリンピック委員会 (JOC) およびJOCに加盟する競技団体とそれに属する競技者（パラリンピックの選手も含む）のみ利用可能だが、一部施設は一般でも利用可能である（外国人は除く）。

## 学術協定
以下の大学・研究機関と学術協定を結んでいる。
- 鹿屋体育大学
- 仙台大学
- 早稲田大学
- ドイツ応用トレーニング研究所 (IAT)
- タイ王国スポーツ庁 (SAT)
- 香港体育学院 (HKSI)

## メディア出演
※基本的に非公開の施設のため、メディアで紹介される例は僅かである
TV
- 『ザ・バックヤード 知の迷宮の裏側探訪』（NHK教育、2024年2月14日付）[1]